# Offensen (Uslar)
Offensen ist mit 286 Einwohnern einer der kleineren Ortsteile der Stadt Uslar.

## Lage
Offensen liegt im südlichen Niedersachsen etwa acht Kilometer südlich von Uslar und 19 Kilometer Luftlinie nördlich der Stadt Münden.
Die Kreisstadt Northeim liegt 25 Kilometer Luftlinie weiter nordöstlich, Göttingen 18 Kilometer südöstlich.
Die Landeshauptstadt Hannover liegt ca. 88 Kilometer nördlich von Offensen und Berlin gut 290 Kilometer nordöstlich.
Offensen ist, nach Fürstenhagen, der zweitsüdlichste Ortsteil von Uslar.
An den südlichen Ausläufern des Sollings im Tal der Schwülme auf einer Höhe von etwa 146 Metern wird der Ort von Wiesen und Feldern umgeben. Die südlichen Höhenzüge erreichen 400 Meter, im Nordosten steigt der „Staatsforst Uslar“ auf 430 Metern über NN an.

## Geschichte
Wann Offensen gegründet wurde, ist nicht geklärt. Auch der Zeitpunkt der ersten schriftlichen Erwähnung ist umstritten, weil die Zuordnung zu Offensen nicht sicher ist und auch die Datierung alter Schriften teilweise umstritten ist. Eine Erwähnung von Uffenhusun in den Corveyer Traditionen wird in das 9. Jahrhundert oder in den Anfang des 11. Jahrhunderts datiert, andere gehen von einer Ersterwähnung im 7. Jahrhundert als Uffahus aus. Im Jahre 1784 hatte Offensen 44 Feuerstellen und gehörte damit im alten Amt Uslar zu den größeren Dörfern. Im 19. Jahrhundert erfolgte eine Erweiterung des Ortes durch die Erschließung eines Baugebietes am Hang des Lohberges nördlich des alten Ortsbereichs.
Seit der Gebietsreform vom 1. März 1974 gehört die ehemals selbständige Gemeinde zur neu gegründeten Großgemeinde „Stadt Uslar“.

## Politik
Offensen hat einen fünfköpfigen Ortsrat, der seit der Kommunalwahl 2021 ausschließlich von Mitgliedern der Wählerliste "Bürger für Offensen" besetzt ist. Die Wahlbeteiligung lag bei 84,09 Prozent.

## Kirche

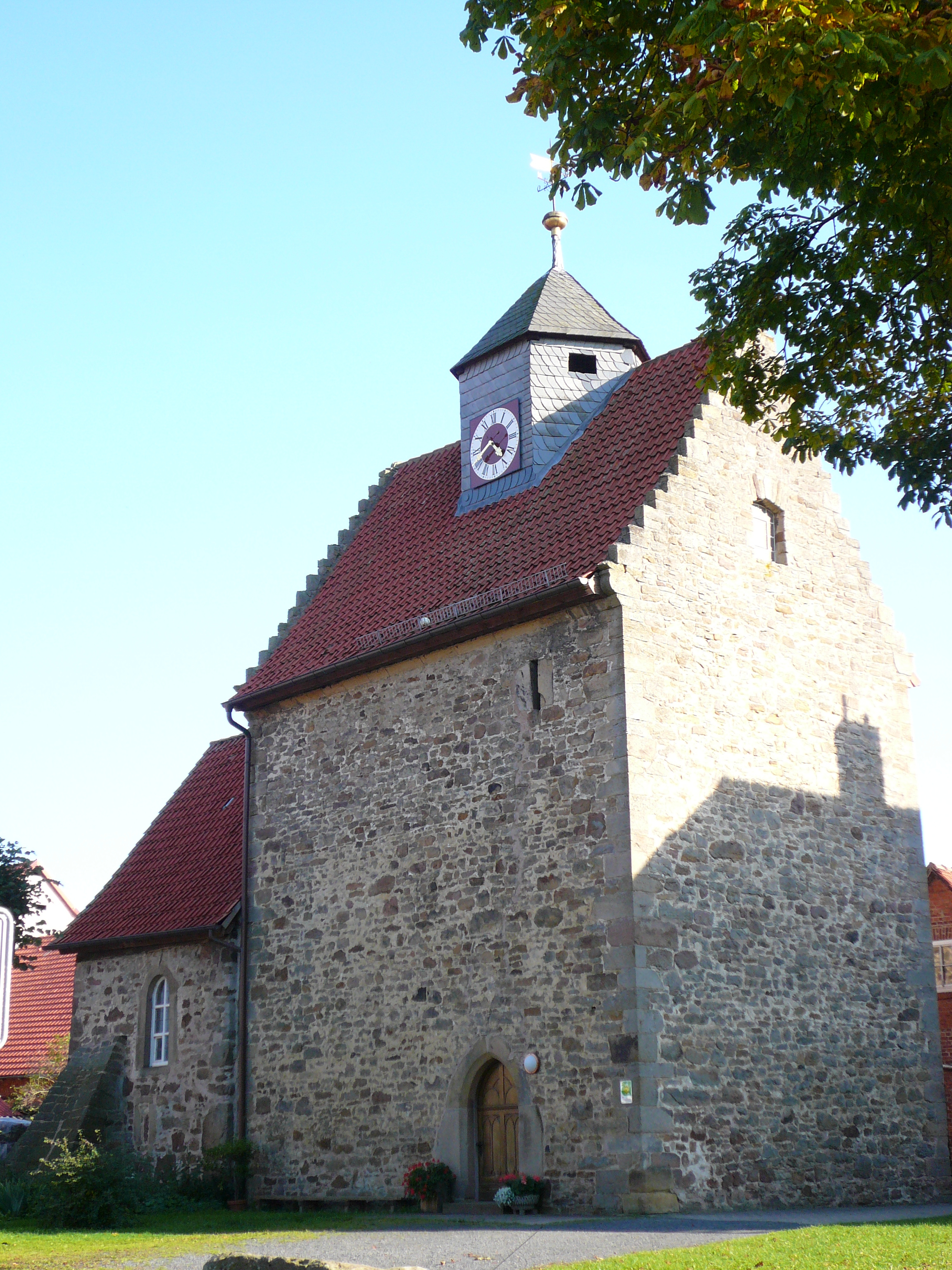
Offenser Kirche

Die Offenser Pfarrkirche steht an der Glockenstraße und wurde um die Wende des 13. zum 14. Jahrhundert als ursprünglich dreigeschossiger turmartiger Rechteckbau mit kleinteiligen Staffelgiebeln errichtet. Sie ist aus Sandstein-Bruchsteinen gemauert, die Ecken und die Fenster- und Türleibungen sind aus größeren quaderförmig behauenen Steinen gesetzt. Der spitzbogige Nordeingang führte in den früher mit zwei Jochen überwölbten Hauptraum, die Obergeschosse waren nur durch die hoch im Giebel liegenden Öffnungen zugänglich. Diese Bauweise und die schießschartenartige Öffnung unter der Traufe zeigen die ehemalige Wehrfunktion der Kirche an. Noch im Mittelalter wurde im Osten ein fast quadratischer eingeschossiger Chorraum angebaut. Im Jahre 1781 wurden größere Fenster eingebrochen, um die Belichtung zu verbessern. Heute ist der Kapellenraum flachgedeckt, das alte Kreuzgratgewölbe existiert nicht mehr. Das Dach des Hauptbaus trägt einen schiefergedeckten Dachreiter mit Uhr.
Vor der Kirche im Vorgarten steht eine Eisengussglocke der Firma Weule aus dem Jahr 1949.
Im Inneren der Kirche befindet sich ein kleiner dreiteiliger Flügelaltar, der auf den Anfang des 15. Jahrhunderts datiert wird. Der kunstvoll geschnitzte Mittelschrein zeigt die Anbetung der Könige, die Seitenflügel (Außenseiten) sind mit Gemälden der Geburt Jesu (links) und der Verkündigung Mariä (rechts) geschmückt. Der Altar wurde 1907/08 und 1956 restauriert. Die Flügel sind heute vertauscht angeordnet, das Rahmenwerk des Altars ist erneuert. Aufgrund der Darstellung des Mittelschreins kommen als wahrscheinliches Patrozinium der Kirche die Heiligen Drei Könige in Betracht.

## Infrastruktur
- Straße: Durch den Ort führt die von Uslar über Offensen und Adelebsen nach Göttingen verlaufende Landesstraße. Die nächsten Autobahnanschlussstellen der A 7 befinden sich in bzw. bei Northeim, Nörten-Hardenberg und Göttingen.
- Busverkehr: Regelmäßige Verbindungen bestehen in Richtung Uslar und Göttingen.
- Bahn: Offensen besitzt einen Haltepunkt an der Oberweserbahn zwischen Bodenfelde und Göttingen. Ein weiterer benachbarter Regionalbahnhof befindet sich an der Sollingbahn in Uslar mit mindestens zweistündigen Zugverbindungen zwischen Paderborn bzw. Ottbergen und Northeim. Der Bahnhof Göttingen ist der nächste Halt für Fernzüge.
- Luftverkehr: In Uslar befindet sich der Flugplatz Uslar.

## Wirtschaft und Tourismus
Die meisten erwerbstätigen Einwohner sind in den umliegenden Städten wie Göttingen oder Uslar beschäftigt.
Erwähnenswert ist der letzte historische Stellmacher im Uslarer Land.